# Heavy D & the Boyz
Heavy D & the Boyz è stato un gruppo hip hop statunitense capitanato da Heavy D (così chiamato per i suoi 113 chili di peso).  Oltre ad Heavy D, il gruppo era formato da:
- G-Wiz (Glen Parrish)
- Trouble T-Roy (Troy Dixon)
- DJ Eddie F (Edward Ferrell)

Heavy D & the Boyz ha mantenuto considerevoli ascolti negli USA lungo tutti gli anni 1990.

## Storia del gruppo del gruppo
Heavy D, all'anagrafe Dwight Errington Myers (Giamaica, 24 maggio 1967 - 8 novembre 2011 ) si trasferì con la famiglia a Mount Vernon (New York) quando era ancora un bambino, in seguito si farà notare per le "vanterie" sui suoi fallimenti sessuali.
Il gruppo nacque tra compagni di scuola, ed il loro demo tape arrivò alle orecchie del produttore esecutivo della Def Jam Records Andre Harrell, in procinto di realizzare la propria etichetta, la Uptown Records. Heavy D & the Boyz furono il primo gruppo a segnarsi per l'etichetta Uptown; il loro debutto, Living Large, fu pubblicato nel 1987 e divenne un successo commerciale, sebbene sia stato Big Tyme del 1989 a farli definitivamente esplodere grazie ai quattro singoli divenuti hits, ed alla collaborazione di artisti quali Marley Marl e Teddy Riley. In quest'ultimo disco Heavy D spiccava maggiormente in quanto a presenza, acquistando seria consistenza come liricista. "Somebody for Me", "We Got Our Own Thang" e "Gyrlz, They Love Me" diventano hits R&B, e le ultime due raggiunsero la top 10. "We Got Our Own Thang" catturò l'attenzione di MTV. "Big Tyme" diventò numero uno nelle classifiche R&B ed entrò nella top 20 di quelle pop.
Uno dei Boyz, Trouble T-Roy, morì in un incidente il 15 luglio 1990, il successivo album, Peaceful Journey del 1991, fu un tributo al componente scomparso, diventando multi-platino. Pete Rock & CL Smooth realizzarono un tributo a Trouble T-Roy chiamato "They Reminisce Over You (T.R.O.Y.)" diventato poi un classico dell'hip hop.
Heavy D & the Boyz guadagnarono ulteriore successo partecipando alla sigla del programma TV In Living Color and Heavy D rappò nella hit di  Michael Jackson Jam. Tuttavia, il successivo album del gruppo, Blue Funk, si dimostrò un insuccesso sia come vendite che come giudizio della critica, se messo a confronto con i precedenti.  Heavy D si concentrò sulla sua carriera di attore, partecipando allo shov TV Roc e Living Single prima di tornare alla musica con Nuttin' But Love (1994).  Prima di apparire nella commedia teatrale Riff Raff con la Circle Repertory Company, Heavy D ritornò a registrare la hit Waterbed Hev, poi recitò nei film Life e Le regole della casa del sidro prima di entrare nel cast dello show televisivo Boston Public. Nel 1997, Heavy D collaborò con B.B. King nel suo album di duetti  Deuces Wild rappando nel brano "Keep It Coming". Nel 2002 recita nella commedia di Barry Sonnenfeld, Big Trouble - Una valigia piena di guai.
Heavy D è stato anche fautore del lancio di artisti R&B ed hip hop quali Al B. Sure!, Jodeci, Monifah, and Soul For Real.
Heavy D è scomparso l'8 novembre 2011 all'età di 44 anni a Los Angeles in California a causa di una polmonite.

## Discografia

### Heavy D & The Boyz
- Living Large, 1987
- Big Tyme, 1989
- Peaceful Journey, 1991
- Blue Funk, 1992
- Nuttin' but Love, 1994
- Heavy Hitz, 2000
- 20th Century Masters – The Millennium Collection: The Best of Heavy D & The Boyz, 2002

### Heavy D
- Waterbed Hev, 1997
- Heavy, 1999

### Singoli negli Hot 100 di Billboard
- "Now That We Found Love" (1991) (Ultima canzone della colonna sonora del film "Hitch - Lui sì che capisce le donne")
- "Is It Good To You"  (1991)
- "Got Me Waiting" (1994)
- "Nuttin' But Love" (1994)
- "Black Coffee" (1994)
- "Big Daddy" (1997)
- "Need Your Love" - Big Bub Featuring Queen Latifah & Heavy D (1997)